# Porcelaine (chien)
Pour les articles homonymes, voir Porcelaine (homonymie).
Le porcelaine ou chien de Franche-Comté est une race de chiens, originaire de Franche-Comté. C'est un chien courant de taille moyenne, construit pour la vitesse, à la tête en forme de poire, au longues oreilles tombantes et papillotées. La robe qui rappelle l'aspect transparent de la porcelaine est blanche avec quelques taches orange, notamment des mouchetures sur les oreilles. C'est un chien de chasse rapide, spécialisé pour le lièvre.

## Historique
L'origine du porcelaine n'est pas connue, bien qu'il s'agisse probablement de la plus ancienne race de chien originaire de Franche-Comté. Il serait descendant des grands Saint-Hubert blancs de Lorraine, eux-mêmes descendants des chiens blancs du roy, utilisés dans les meutes royales du temps de François Ier. Avant la Révolution française, des chiens courants blancs et orange sont présents sur les terres des abbayes de Luxeuil et de Cluny. 
Si, après la Révolution, la race est proche de l'extinction, l'élevage redémarre au milieu du XIXe siècle avec l'aide d'éleveurs suisses. En 1844, des chiens similaires sont appelés « briquets francs-comtois ». Le nom  porcelaine aurait été donné par le marquis Théodore de Foudras.

## Standard

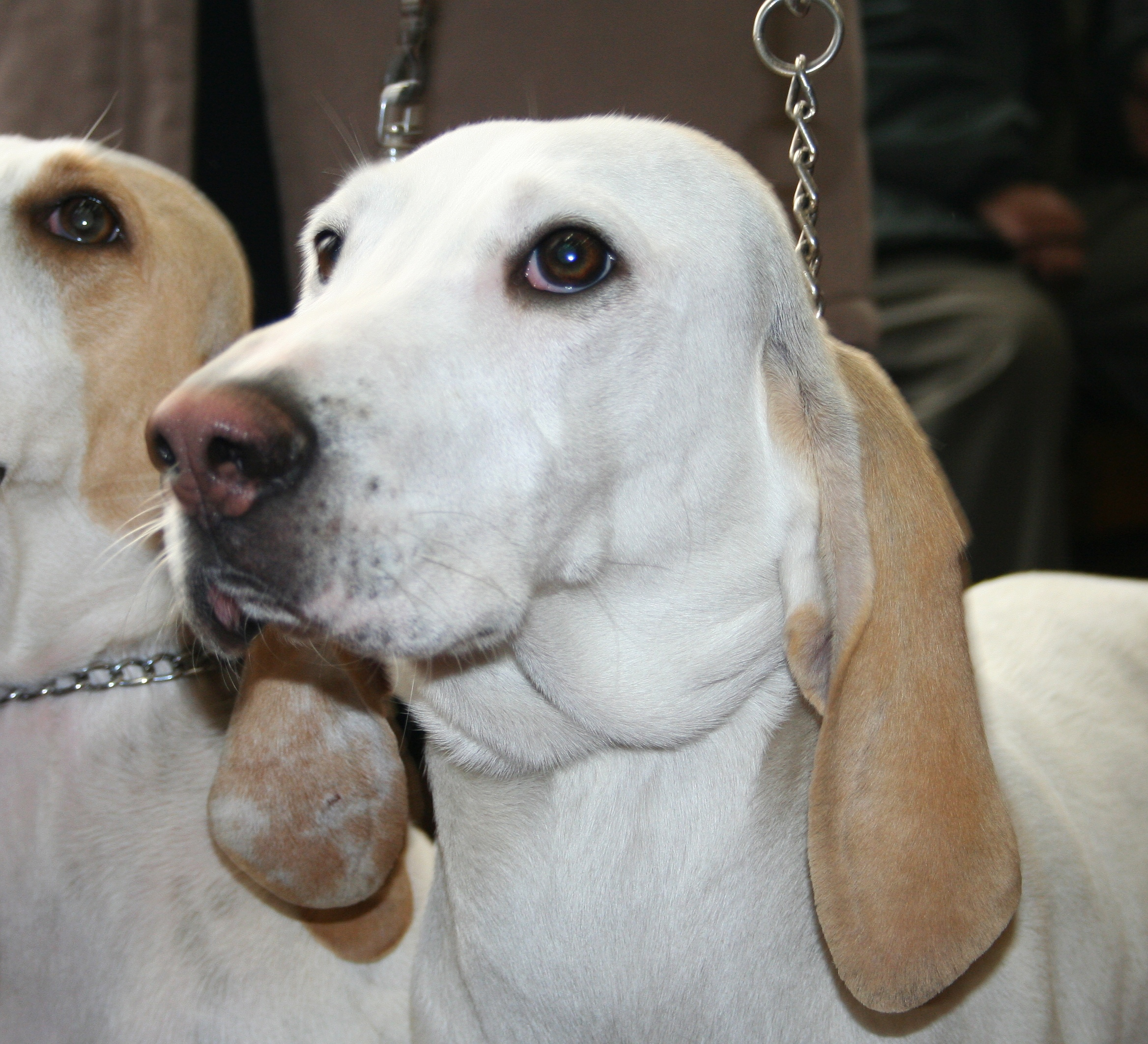
L'expression du porcelaine doit être douce et intelligente.

Le porcelaine est un chien courant de moyenne taille, construit pour la vitesse. Bien attachée, la queue assez forte à la naissance s'effile ensuite. De longueur moyenne, la queue jamais espiée est portée légèrement incurvée. La tête a une forme de poire, avec une bosse occipitale arrondie et un front plat. Le sillon médian et la cassure du chanfrein sont marqués sans exagération. La truffe est noire. Les oreilles très fines et papillotées se terminent en pointe et atteignent la longueur du museau. Elles sont attachées étroites en dessus de la ligne de l’œil. Les yeux sont très foncés, voire noirs, avec une expression douce et intelligente.
Fine et souple, la peau est marbrée de nombreuses taches noires. Le poil est ras, fin, serré et brillant. La robe est blanche avec des taches orange de forme ronde. Le orange ne s'étend jamais en manteau. Les oreilles sont mouchetées. La robe doit donner une impression de transparence caractéristique de la porcelaine.

## Caractère
Le standard de la Fédération cynologique internationale ne décrit pas de caractère ou de tempérament typiques de la race. C'est un chien énergique durant la chasse, doux et amical en famille, même avec les enfants. Selon la Société centrale canine, le porcelaine est chien de chenil qui aime vivre en présence d'autres chiens. Son caractère docile facilite son éducation. Pour vivre en appartement et supporter la solitude et l'enfermement, une éducation pertinente (apprentissage de la solitude, propreté, etc.) et de l'exercice physique quotidien sont indispensables.

## Utilité

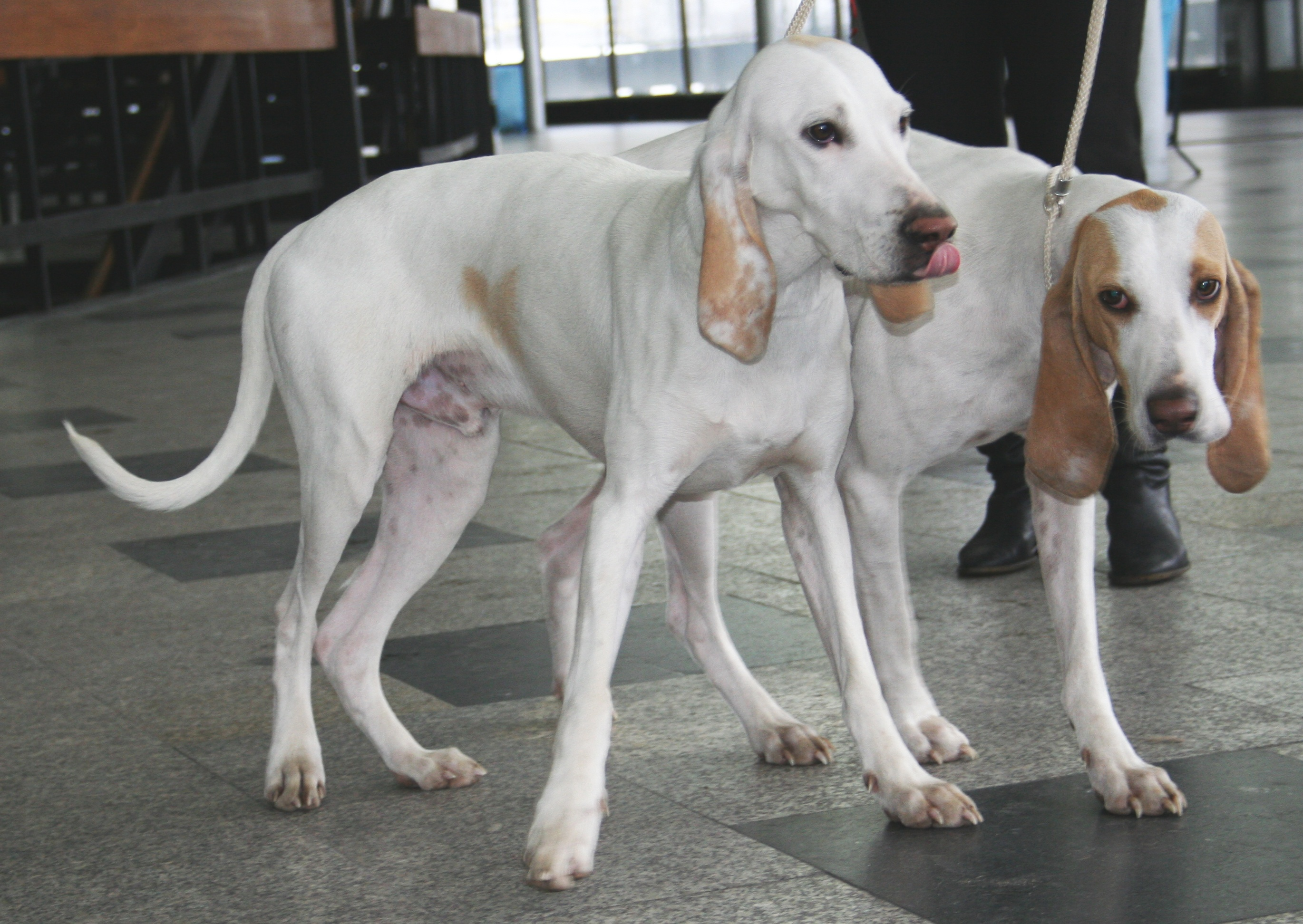
La robe blanche du porcelaine est un atout lors de la chasse.

Le porcelaine est un chien de chasse utilisé comme chien courant et spécialisé dans le lièvre, bien qu'il puisse s'adapter à tous les gibiers. Il est doté d'une belle voix et d'un odorat très fin. Sa robe blanche très visible lors de la chasse permet de le retrouver facilement. Très rapide, il s'adapte aisément aux terrains escarpés et rocailleux.

## Alimentation
Le porcelaine étant sujet au retournement de l'estomac, il est conseillé de lui donner sa ration en deux repas. Une alimentation riche en calcium et en vitamines est préférable.